# Mésoplodon japonais
Mesoplodon ginkgodens
Espèce
Synonymes
- Mesoplodon hotaula Deraniyagala, 1963

Statut de conservation UICN

 DD  : Données insuffisantes
Statut CITES
Le mésoplodon japonais (Mesoplodon ginkgodens) est une espèce de cétacés de la famille des Ziphiidae.